# Microsoft Lumia 435
Microsoft Lumia 435 — смартфон, разработанный компанией Microsoft для рынков развивающихся стран. Официально был представлен в январе 2015 года. Телефон изначально шёл c предустановленной версией Windows Phone 8.1. Доступно четыре цветовых решения: белый, зелёный, оранжевый, чёрный.